# 소유권 보존 등기
보존등기(保存登記)는 미등기부동산에 최초로 하는 등기이다.
보존등기를 하게 되면 그 부동산에 관한 등기용지가 새로 개설되며, 향후 이 부동산에 관한 권리변동 사실이 모두 이 등기용지에 기재되게 된다.

## 등기사항
등기용지를 개설하는 등기이므로 표제부와 갑구가 작성된다.
표제부에는 등기하고자 할 부동산의 주소, 지목, 넓이가 들어간다. 건물의 경우 먼저 건물의 전체내역이 기입되며, 다음으로 해당되는 부분에 대한 내용이 기입된다. 집합건물은 대지권에 관한 사항도 기입된다. 소유권보존에 관한 사항은 갑구에 순위 1번으로 기입된다.
법정지상권에 의한 등기인 때는 그 내용이 을구에 순위 1번으로 기입된다.

## 신청권자
등기되지 않은 부동산의 해당 공부(公簿)에 기입된 소유자가 단독으로, 또는 그 법정지상권자가 소유자를 대위하여 신청할 수 있다.

## 소유권보존등기의 추정력
보존등기에도 이전등기보다는 약하지만 추정력이 인정된다.
어느 부동산에 관하여 등기가 경료되어 있는 경우 특별한 사정이 없는 한 그 원인과 절차에 있어서 적법하게 경료된 것으로 추정된다. 소유권보존등기의 추정력은 그 보존등기 명의인 이외의 자가 당해 토지를 사정받은 것으로 밝혀지면 깨어진다.
소유권보존등기의 추정력은 그 보존등기 명의인 이외의 자가 당해 토지를 사정받은 것으로 밝혀지면 깨어지는 것이어서 등기명의인이 그 구체적인 승계취득사실을 주장, 입증하지 못하는 한 그 등기는 원인무효로 되는 것이지만 소유권이전등기의 경우에는 그와 같은 사실만으로 등기의 추정력이 깨어진다고 볼 수 없다.

## 이중으로 경료된 부동산소유권보존등기의 효력

### 등기명의인이 동일한 경우
물적 편성주의를 채택하고 있으므로 먼저 한 소유권보존등기만 유효하고 나중에 한 소유권보존등기는 당연히 무효가 된다. 이에 따라 나중에 한 소유권보존등기에 뒤따라서 등기된 것도 모두 무효가 된다.

### 등기명의인이 다른 경우
동일부동산에 관하여 등기명의인을 달리하여 중복된 보존등기가 이루어지고 또 이것이 그대로 존속하여 소송절차에서 서로 그 등기의 효력을 다투는 경우에 있어서는 법원은 그 실체적관계에 들어가서 어느 것이 진실한 소유권에 기하여 이루어진 것인가를 확정함으로써 그 유·무효를 결정하여야 한다.
대법원 1978.12.26. 선고 77다2427 전원합의체 판결] 【소유권보존등기말소등】
동일부동산에 관하여 등기명의인을 달리하여 중복된 소유권보존등기가 경료된 경우에는 먼저 이루어진 소유권보존등기가 원인무효가 되지 아니하는 한 뒤에 된 소유권보존등기는 비록 그 부동산의 매수인에 의하여 이루어진 경우에도 1부동산1용지주의를 채택하고 있는 부동산등기법 아래에서는 무효라고 해석함이 상당하다 할 것인바, 원고가 소외 망인으로부터 그 소유인 토지를 매수하고 이미 망인 명의로 소유권이전등기가 경료되어 있던 위 토지에 관하여 원고 명의의 소유권보존등기를 경료한 경우 망인 명의의 소유권이전등기의 토대가 된 소유권보존등기가 원인무효라고 볼 아무런 주장·입증이 없다면 원고가 위 망인으로부터 위 토지를 매수하였다고 하더라도 위 망인 명의의 소유권이전등기에 기하여 소유권이전등기를 경료하지 아니하고 소유권보존등기를 경료한 이상 뒤에 경료된 원고 명의의 소유권보존등기는 이중등기로서 무효라고 할 것이므로 원고는 위 망인의 상속인인 피고들을 상대로 위 부동산에 관하여 위 매매를 원인으로 한 소유권이전등기를 청구할 이익이 있다.
대법원 1990.11.27. 선고 87다카2961,87다453 전원합의체판결] 【소유권이전등기말소등】
동일 부동산에 관하여 등기명의인을 달리하여 중복된 소유권보존등기가 경료된 경우에는 먼저 된 소유권보존등기가 원인무효가 되지 아니하는 한 나중 된 소유권보존등기는 1부동산1용지주의를 채택하고 있는 현행 부동산등기법 아래에서는 무효라고 해석함이 상당하고, 동일 부동산에 관하여 중복된 소유권보존등기에 터잡아 등기명의인을 달리하는 각 소유권이전등기가 경료된 경우에 등기의 효력은 소유권이전등기의 선후에 의하여 판단할 것이 아니고 각 소유권이전등기의 바탕이 된 소유권보존등기의 선후를 기준으로 판단하여야 하며, 그 이전등기가 멸실회복으로 인한 이전등기라 하여 달리 볼 것은 아니고, 한편 동일 부동산에 관하여 하나의 소유권보존등기가 경료된 후 이를 바탕으로 순차로 소유권이전등기가 경료되었다가 그 등기부가 멸실된 후 등기명의인을 달리하는 소유권이전등기의 각 회복등기가 중복하여 이루어진 경우에는 중복등기의 문제는 생겨나지 않고 멸실 전 먼저 된 소유권이전등기가 잘못 회복등재된 것이므로 그 회복등기 때문에 나중 된 소유권이전등기의 회복등기가 무효로 되지 아니하는 것이지만, 동일 부동산에 관하여 등기명의인을 달리하여 멸실회복에 의한 각 소유권이전등기가 중복등재되고 각 그 바탕이 된 소유권보존등기가 동일등기인지 중복등기인지, 중복등기라면 각 소유권보존등기가 언제 이루어졌는지가 불명인 경우에는 위 법리로는 중복등기의 해소가 불가능하므로 이러한 경우에는 적법하게 경료된 것으로 추정되는 각 회복등기 상호간에는 각 회복등기일자의 선후를 기준으로 우열을 가려야 한다.
대법원 2001. 2. 15. 선고 99다66915 전원합의체 판결] 【원인무효에의한소유권이전등기말소등】

## 소유권보존등기의 말소
소유권보존등기가 이중으로 이루어졌을 때 각 등기의 등기명의인이 같다면 나중에 이루어진 등기는 등기명의인이 신청착오를 원인으로 한 말소등기신청에 의하여 간단히 말소할 수 있다.
만약 각 등기의 등기명의인이 다를 경우 먼저 이루어진 소유권보존등기의 등기명의인이 나중에 이루어진 소유권보존등기의 등기명의인을 상대로 소유권보존등기 말소의 소 및 소유권 확인의 소를 제기하여 판결로서 말소하여야 한다.

## 같이 보기
- 소유권
- 부동산등기
- 소유권이전등기